# Gliese 832 c
 (janvier 2024).
Gliese 832 c (également désignée Gl 832 c ou GJ 832 c) est le nom sous lequel a été désigné, entre 2014 et 2022, une exoplanète supposée orbitant autour de l'étoile naine rouge Gliese 832, située à environ 16 années-lumière de la Terre, dans la constellation de la Grue. Il est admis cependant depuis 2022 que cette planète n'existe pas.

## Caractéristiques
Selon les découvreurs (en 2014), Gliese 832 c aurait possédé une masse de 5,4±1,0 fois celle de la Terre. Sa période orbitale serait d'environ 36 jours. La température d'équilibre moyenne de la planète est estimée à 253 K (-20 °C). Il s'agit d'une valeur relativement proche de celle de la Terre, mais elle est sujette à des variations significatives au cours de l'orbite de la planète autour de son étoile. Gliese 832 c affiche en effet une excentricité orbitale relativement élevée. De plus elle pourrait posséder une atmosphère dense, susceptible de la rendre bien plus chaude et plus semblable à la planète Vénus,.
La planète est donc considérée comme une super-Terre qui évolue dans la zone habitable de son étoile. Bien que son orbite supposée soit nettement plus proche de Gliese 832 que ne l'est celle de la Terre par rapport au Soleil, la planète reçoit à peu près autant d'énergie de son étoile que la Terre en reçoit du Soleil, car Gliese 832 est une naine rouge alors que le Soleil est une naine jaune.

## Habitabilité
Cette planète possède un indice de similarité avec la Terre de 0,81, soit l'un des plus élevés de toutes les exoplanètes connues.

## Découverte
Gliese 832 c a été découverte par une équipe internationale d'astronomes, dirigée par Robert A. Wittenmyer,. La mesure des vitesses radiales à partir de trois télescopes différents a permis sa découverte. Elle est alors (juin 2014) le membre le plus récent et le plus proche de la Terre dans le Catalogue des exoplanètes habitables,.
Les découvreurs de la planète l'ont décrite comme « le plus proche meilleur candidat au titre de monde habitable jusqu'à présent ».

## Contestation du statut de planète
Une étude de l'activité stellaire de l'étoile Gliese 832 menée en 2022 montre que la découverte de 2014 était très probablement un faux positif, la période de rotation de l'étoile étant proche de la période orbitale supposée de Gliese 832 c.